# سلسلة جي إي 600
كانت سلسلة جي إي 600 عائلة مكونة من أجهزة الكمبيوتر المركزية العاملة بنظام 36 بت، نشأت في الستينيات، والتي بناها جنرال إلكتريك (GE). عندما تركت جنرال إلكتريك الخط المركزي للتصنيع، تم بيع الخط إلى هانيويل، التي بنت أنظمة مماثلة في التسعينيات مع انتقال القسم إلى Groupe Bull ثم إلي إن إي سي.

## روابط خارجية
- The programming reference manual for the GE-635. Includes complete description of registers, instruction set, and addressing modes.
- Instruction set timings for the 625 and 635
- GE-645 Circuit Board
- Shangri-la and the Paris 645
- Myths about Multics